# Xot d'Anjouan
El xot d'Anjouan (Otus capnodes) és una espècie d'ocell de la família dels estrígids (Strigidae). Habita els boscos de l'illa d'Anjouan, a les Comores. El seu estat de conservació es considera en perill d'extinció.